# Parodia concinna

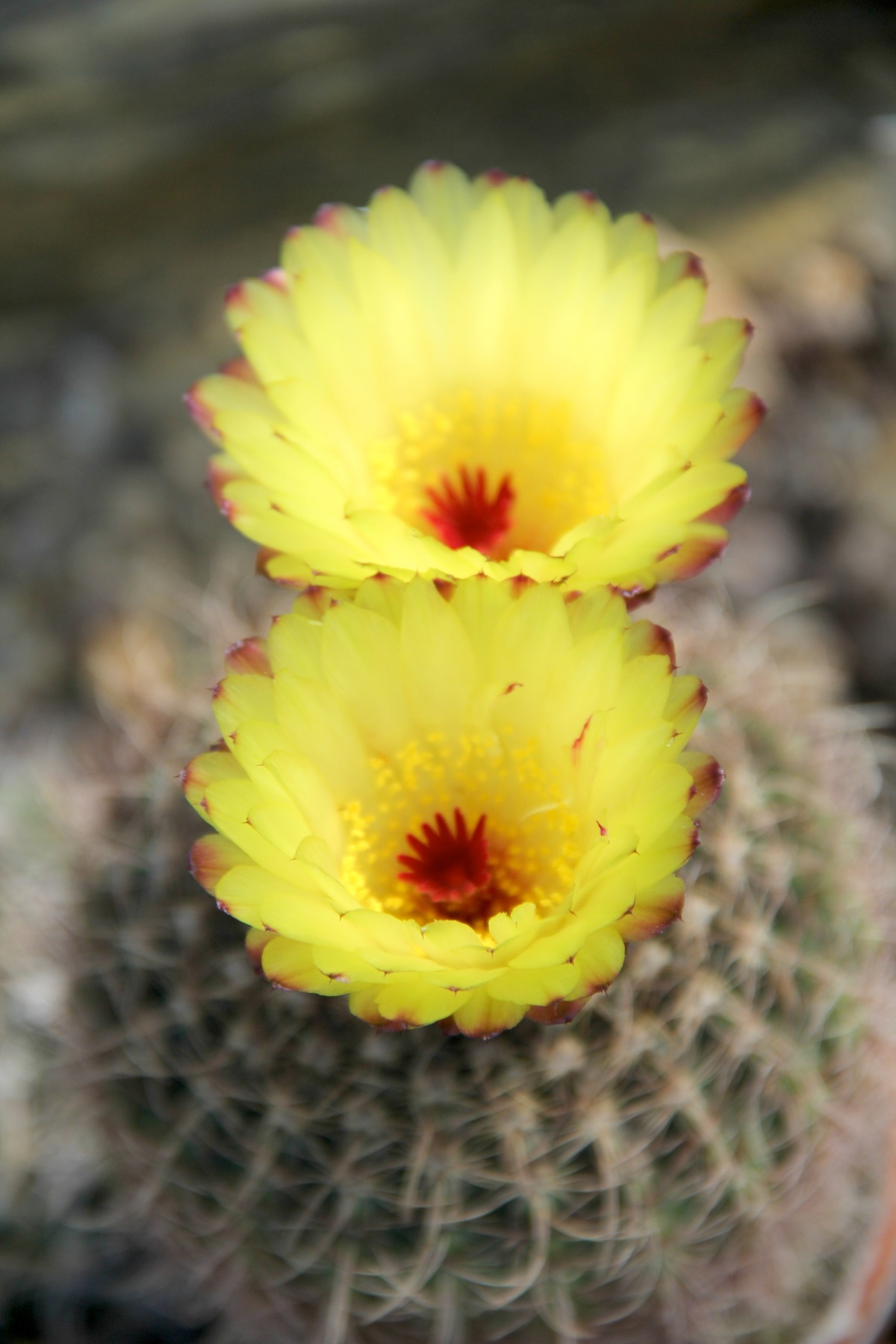
Blüten

Parodia concinna ist eine Pflanzenart aus der Gattung Parodia in der Familie der Kakteengewächse (Cactaceae). Das Artepitheton concinna stammt aus dem Lateinischen und bedeutet ‚hübsch‘.

## Beschreibung
Parodia concinna wächst einzeln. Die hellgrünen, anfangs niedergedrückt kugelförmigen Triebe sind später starker verlängert. Sie erreichen Wuchshöhen von 3 bis 13 Zentimeter und Durchmesser von 2 bis 10 Zentimeter. Die 15 bis 32 niedrigen Rippen sind auffällig kinnartig gehöckert. Die zwischen den Höckern befindlichen Areolen sind weiß bewollt. Die haar- bis borstenartigen, gebogenen oder verdrehten Dornen sind braun bis rötlich bis gelblich oder weißlich. Sie lassen sich nur schwierig in Mittel- und Randdornen unterscheiden. Die ein bis vier ausgebreiteten Mitteldornen, gelegentlich sind es mehr, weisen eine Länge von 1 bis 2,5 Zentimeter auf. Einer von den Mitteldornen ist viel länger als die übrigen. Die neun bis 30 Randdornen sind 5 bis 7 Millimeter lang.
Die zitronengelben Blüten erreichen Längen von 5 bis 8 Zentimeter und ebensolche Durchmesser. Ihr Perikarpell und die Blütenröhre sind verlängert und schlank. Die Narbe ist rot. Die eiförmigen dünnen Früchte reißen bei Reife auf oder zerfallen. Sie sind bis zu 1,5 Zentimeter lang. Die Früchte enthalten glockenförmige, glänzend schwarze Samen, die etwas gehöckert sind.

## Verbreitung, Systematik und Gefährdung
Parodia concinna ist in Brasilien im Bundesstaat Rio Grande do Sul sowie im benachbarten Uruguay verbreitet.
Die Erstbeschreibung als Echinocactus concinnus durch Hippolyte Boissel de Monville wurde 1832 veröffentlicht. Nigel Paul Taylor stellte die Art 1987 in die Gattung Parodia. Nomenklatorische Synonyme sind Malacocarpus concinnus (Monv.) Britton & Rose (1922, unkorrekter Name ICBN-Artikel 11.4), Notocactus concinnus (Monv.) A.Berger (1929) und Peronocactus concinnus (Monv.) Doweld (1999, unkorrekter Name ICBN-Artikel 11.4).
Die Unterarten Parodia concinna subsp. agnetae (Vliet) Hofacker und Parodia concinna subsp. blaauwiana (Vliet) Hofacker werden nicht mehr anerkannt.
In der Roten Liste gefährdeter Arten der IUCN wird die Art als „Vulnerable (VU)“, d. h. als gefährdet geführt.

## Nachweise